# عبد الله سنان
عبد الله سنان محمد السنان (1917 - 4 نوفمبر 1984) شاعر كويتي. عضو مؤسس في رابطة الأدباء بالكويت، ومثّلها في عدد من المؤتمرات الأدبية. له كتاب نفحات الخليج وهو عنوان مجموعات شعرية. كرمته الدولة وأطلقت اسمه على إحدى المدارس بها.

## سيرته
ولد عبد الله بن سنان بن محمد السنان في مدينة الکويت سنة 1917م / 1336 هـ. تلقى تعليمه الأولي في الكُتَّاب، فحفظ جزءًا يسيرًا من القرآن، ثم التحق بالمدرسة الأحمدية وتخرج فيها، بعد أربع سنوات.

عمل أربع سنوات مدرسًا في المدارس الحكومية، ثم عمل دلالاً (سمسارًا في السوق) مدة من الزمن، وفي أثناء الحرب العالمية الثانية عمل كاتبًا في إدارة التموين للإشراف على توزيع المواد الغذائية، ثم سافر إلى جنوب الهند ليعمل محاسبًا لدى أحد التجار الكويتيين، وعاد بعد أربع سنوات فاشتغل بوظيفة في إدارة الصحة، ومنها إلى إدارة الأوقاف، وتدرج في مناصبها حتى عين مديرًا للشؤون الإدارية، ثم قدم طلبًا للحكومة الكويتية بإحالته إلى التقاعد في عام 1969، وافتتح مكتبة القلم لبيع الكتب والقرطاسية.

كان عضو رابطة الأدباء في الكويت وأحد المؤسسين لها، وقد مثل الرابطة في عديد من المؤتمرات الأدبية عربيًا وعالميًا.

توفي في مسقط رأسه سنة 1984 م/ 1405 هـ.

## شعره
خلف ديواناً مترامي الصفحات، ارتبط قدرا كبيرا من شعره بمناسبات معينة: قومية أو وطنية أو عامة بشكل من الاشكال، فهو شعر «غيري» يهتم بالآخرين، يكتبه عنهم ولهم ويجهل ذاته أو يتجاهلها وينكر شعوره الخاص أو يستنكره.

ذكره عبد العزيز البابطين في معجمه وقال «يلتزم شعره الوزن والقافية، يتنوع بين المقطوعات والقصائد، تغلب عليه السردية والحكي الشعريين، له لقطات تصويرية لنماذج إنسانية بشرية، منها رصده لشخصيات «الأعمى، الفتاة، البعير، المهري، جميلة بوحيرد»، يتنوع شعره بين الوصف والمناسبات (ذكرى خمسين عامًا على المدرسة المباركية، وذكرى ميلاد الرسول، والاحتفال بالعيد الثامن للثورة المصرية)، كما يعالج شعره كثيرًا من قضايا عصره وبخاصة القضايا والمواقف القومية والاجتماعية، ومنها قصيدته «الفتاة» التي يناقش فيها قضايا المرأة والدعوة إلى تثقيفها ومشاركتها في الحياة الاجتماعية والثقافية، ويدعوها دعوة صريحة إلى الثورة على الجهل والقيود التي كان يفرضها المجتمع عليها، لم يكن حريصًا على تنقيح شعره، فليس نادرًا أن يكشف نظمه عن تجاوز لأصول الإيقاع.» 

## وصلات خارجية
- في موقع أرشيف المجلات